# موژی (ناحیه خودگردان یامالو-ننتس)
موژی (انگلیسی: Muzhi, Yamalo-Nenets Autonomous Okrug) یک شهرک در ناحیه خودگردان یامالو-ننتس کشور روسیه است.